# Re2c
re2c (regular expression to c, regular expression to code) — это свободная утилита–генератор, с открытым исходным кодом, генерирует быстрые и легко встраиваемые лексеры, ориентирована на работу совместно с языками: Си, C++, D, Go, Haskell, Java, JavaScript, OCaml, Python, Rust, Swift, V и Zig. 
Изначально утилита была создана Питером Бамбулисом (англ. Peter Bumbulis) и описана в его статье,
позже re2c был передан в общественное достояние и с тех пор поддерживается добровольцами.
Утилита отличается от своих более известных аналогов (таких как lex и flex) тем, что имеет гибкий интерфейс взаимодействия (сгенерированный код взаимодействует с внешней программой с помощью примитивов), генерирует оптимизированные нетабличные лексеры, поддерживает захваты (submatch extraction) на основе детерминированных конечных автоматов с тэгами (TDFA).
Утилита в основном распространена в проектах, где требуется высокая скорость анализа синтаксиса, например Ninja
и PHP.

## Философия
Основная цель re2c — генерировать быстрые лексеры, по крайней мере настолько же быстрые, как и разумно оптимизированные лексеры, написанные вручную на языке Си. Вместо использования традиционного табличного подхода re2c кодирует сгенерированный конечный автомат непосредственно в форме условных переходов и сравнений. В результате программа работает быстрее, чем её аналог на основе таблиц, и её гораздо проще отлаживать и понимать. Более того, такой подход часто приводит к уменьшению размера лексеров, поскольку re2c применяет ряд оптимизаций, таких как минимизация ДКА и построение туннельного автомата.
Еще одной отличительной особенностью re2c является его гибкий интерфейс. Вместо того, чтобы использовать фиксированный шаблон программы, re2c позволяет программисту написать большую часть кода интерфейса и адаптировать сгенерированный лексер к любой конкретной среде. Основная идея заключается в том, что re2c должен быть абстракцией с нулевыми затратами для программиста, использование утилиты никогда не должно приводить к более медленной работе программы, чем соответствующая реализация с вручную написанным кодом.

## Возможности
- Захваты submatch extraction[7] — re2c поддерживает как группы захвата, совместимые с POSIX, так и отдельные тэги[8].

Реализация основана на алгоритме «lookahead-TDFA»;
- Поддержка различных кодировок[12] — re2c поддерживает ASCII, UTF-8, UTF-16, UTF-32, UCS-2 и EBCDIC;
- Гибкий пользовательский интерфейс[13] — сгенерированный код использует несколько примитивных операций для взаимодействия с окружающей средой (считывание входных символов, переход к следующей позиции ввода и т. д.). Пользователи могут переопределять эти примитивы так, как им необходимо;
- Сохраняемое состояние[14] — re2c поддерживает как лексеры pull-модели (когда лексер работает без прерываний и при необходимости извлекает больше входных данных), так и лексеры push-модели (когда лексер периодически останавливается и возобновляется для анализа новых блоков ввода);
- Условия запуска[15] — re2c может генерировать несколько взаимосвязанных уровней, где каждый лексер запускается определенным условием в программе;
- Само-проверка[16] — re2c имеет специальный режим, в котором он игнорирует весь код интерфейса, определенный пользователем, и генерирует автономную программу-скелет. Кроме того, re2c генерирует два файла — один со строками ввода, полученными из обычной грамматики, и один со сжатыми результатами сверки, которые используются для проверки поведения лексера на всех входах. Входные строки генерируются так, чтобы они широко охватывали переходы и пути ДКА. Генерация данных происходит сразу после построения ДКА и до любых оптимизаций, но сам лексер полностью оптимизирован, поэтому программы-скелеты способны выявлять любые ошибки в оптимизации и генерации кода;
- Система предупреждений[17] — re2c выполняет статический анализ программы и предупреждает своих пользователей о возможных неопределённостях или ошибках, таких как неопределённый поток управления, недостижимый код, неправильно экранированные escape-символы и потенциальное неправильное использование примитивов интерфейса;
- Отладка — помимо создания удобочитаемых лексеров, re2c имеет ряд опций, которые выводят различные промежуточные представления сгенерированного лексера, такие как НКА, несколько этапов ДКА и результирующий программный график в формате языка DOT[18].

## Синтаксис
Программа re2c может содержать любое количество блоков /*!re2c ... */. Каждый блок состоит из последовательности правил, определений и конфигураций (их можно смешивать, но, как правило, лучше сначала размещать конфигурации, затем — определения, а затем — правила). Правила имеют вид — REGEXP { CODE } или REGEXP := CODE;, где REGEXP — регулярное выражение, а CODE — является блоком кода на языке Си. Когда REGEXP совпадает с входной строкой, поток управления передаётся соответствующему блоку CODE. Существует одно специальное правило: правило по умолчанию с * вместо REGEXP, оно срабатывает, если никакие другие правила не совпадают. re2c имеет семантику жадного соответствия — если несколько правил совпадают, предпочтительным является правило, соответствующее более длинному префиксу, если конфликтующие правила соответствуют одному и тому же префиксу, то более раннее правило имеет приоритет. Определения имеют вид NAME = REGEXP; (и, соответственно, NAME { REGEXP } в Flex-совместимом режиме). Конфигурации имеют вид re2c:CONFIG = VALUE;, где CONFIG является именем конкретной конфигурации и VALUE является числом или строкой. Для более расширенного использования ознакомьтесь с официальным руководством re2c.

## Регулярные выражения
re2c использует следующий синтаксис для регулярных выражений:
- "foo" строковый литерал с чувствительностью к регистру;
- 'foo' строковый литерал без чувствительности к регистру;
- [a-xyz], [^a-xyz] класс символов (с возможностью отрицания);
- . любой возможный символ, кроме символа новой строки;
- R \ S  разница в классах символов;
- R* нуль или большее количество совпадений с символом R;
- R+ одно или большее количество совпадений с символом R;
- R? необязательное совпадение с символом R (нуль или одно);
- R{n} повторение R точно n раз;
- R{n,} повторение R по крайней мере n раз;
- R{n,m} повторение R от n до m раз;
- (R) просто R (круглые скобки используются для переопределения приоритета или для соответствия в стиле POSIX);
- R S конкатенация R, за которой следует S;
- R | S альтернатива R или S;
- R / S поиск с опережением (англ. lookahead) R, за которой следует S;
- name регулярное выражение, определенное как name (за исключением режима совместимости с Flex);
- @stag s-метка (с англ. tag — метка или тэг) — сохраняет последнюю позицию ввода, в которой @stag совпадает с переменной с именем stag;
- #mtag m-метка — сохраняет все позиции ввода, в которых #mtag совпадает с переменной с именем mtag.

Классы символов и строковые литералы могут содержать следующие escape-последовательности: \a, \b, \f, \n, \r, \t, \v, \\, восьмеричного вида \ooo и шестнадцатеричного вида \xhh, \uhhhh, \Uhhhhhhhh.

## Примеры кода
Далее приведён пример простой re2c-программы в файле example.re. Она проверяет, что все входные аргументы являются десятеричными числами. Код для re2c обрамлён в комментариях /*!re2c ... */.
Си:
```
// re2c $INPUT -o $OUTPUT -i --case-ranges

#include
 
<assert.h>

bool
 
lex
(
const
 
char
 
*
s
)
 
{

    
const
 
char
 
*
YYCURSOR
 
=
 
s
;

    
/*!re2c

        re2c:yyfill:enable = 0;

        re2c:define:YYCTYPE = char;

        number = [1-9][0-9]*;

        number { return true; }

        *      { return false; }

    */

}

int
 
main
()
 
{

    
assert
(
lex
(
"1234"
));

    
return
 
0
;

}

```

Команда $ re2c -is -o example.c example.re генерирует приведенный ниже код (example.c). Содержание комментария /*!re2c ... */ заменяются детерминированным конечным автоматом, закодированным в виде условных переходов и сравнений, остальная часть программы дословно копируется в выходной файл. Существует несколько вариантов генерации кода, обычно re2c использует оператор switch, но он может использовать вложенные операторы if (как в этом примере с опцией -s) или генерировать битовые карты и таблицы переходов. Какой вариант лучше, зависит от компилятора языка Си, пользователям re2c предлагается проэкспериментировать.
```
/* Generated by re2c */

// re2c $INPUT -o $OUTPUT -i --case-ranges

#include
 
<assert.h>

bool
 
lex
(
const
 
char
 
*
s
)
 
{

    
const
 
char
 
*
YYCURSOR
 
=
 
s
;

    

{

	
char
 
yych
;

	
yych
 
=
 
*
YYCURSOR
;

	
switch
 
(
yych
)
 
{

		
case
 
'1'
 
...
 
'9'
:
 
goto
 
yy2
;

		
default
:
 
goto
 
yy1
;

	
}

yy1
:

	
++
YYCURSOR
;

	
{
 
return
 
false
;
 
}

yy2
:

	
yych
 
=
 
*++
YYCURSOR
;

	
switch
 
(
yych
)
 
{

		
case
 
'0'
 
...
 
'9'
:
 
goto
 
yy2
;

		
default
:
 
goto
 
yy3
;

	
}

yy3
:

	
{
 
return
 
true
;
 
}

}

}

int
 
main
()
 
{

    
assert
(
lex
(
"1234"
));

    
return
 
0
;

}

```

Go:
```
//go:generate re2go $INPUT -o $OUTPUT -i

package
 
main

func
 
lex
(
str
 
string
)
 
{

	
var
 
cursor
 
int

	
/*!re2c

		re2c:define:YYCTYPE = byte;

		re2c:define:YYPEEK = "str[cursor]";

		re2c:define:YYSKIP = "cursor += 1";

		re2c:yyfill:enable = 0;

		number = [1-9][0-9]*;

		number { return }

		*      { panic("error!") }

	*/

}

func
 
main
()
 
{

	
lex
(
"1234\x00"
)

}

```

```
// Code generated by re2c, DO NOT EDIT.

//go:generate re2go $INPUT -o $OUTPUT -i

package
 
main

func
 
lex
(
str
 
string
)
 
{

	
var
 
cursor
 
int

	

{

	
var
 
yych
 
byte

	
yych
 
=
 
str
[
cursor
]

	
switch
 
(
yych
)
 
{

	
case
 
'1'
,
'2'
,
'3'
,
'4'
,
'5'
,
'6'
,
'7'
,
'8'
,
'9'
:

		
goto
 
yy2

	
default
:

		
goto
 
yy1

	
}

yy1
:

	
cursor
 
+=
 
1

	
{
 
panic
(
"error!"
)
 
}

yy2
:

	
cursor
 
+=
 
1

	
yych
 
=
 
str
[
cursor
]

	
switch
 
(
yych
)
 
{

	
case
 
'0'
,
'1'
,
'2'
,
'3'
,
'4'
,
'5'
,
'6'
,
'7'
,
'8'
,
'9'
:

		
goto
 
yy2

	
default
:

		
goto
 
yy3

	
}

yy3
:

	
{
 
return
 
}

}

}

func
 
main
()
 
{

	
lex
(
"1234\x00"
)

}

```

Rust:
```
// re2rust $INPUT -o $OUTPUT

fn
 
lex
(
s
:
 
&
[
u8
])
 
->
 
bool
 
{

    
let
 
mut
 
cursor
 
=
 
0
;

    
/*!re2c

        re2c:define:YYCTYPE = u8;

        re2c:define:YYPEEK = "*s.get_unchecked(cursor)";

        re2c:define:YYSKIP = "cursor += 1;";

        re2c:yyfill:enable = 0;

        number = [1-9][0-9]*;

        number { return true; }

        *      { return false; }

    */

}

fn
 
main
()
 
{

    
assert!
(
lex
(
b"1234
\0
"
));

}

```

```
/* Generated by re2c */

// re2rust $INPUT -o $OUTPUT

fn
 
lex
(
s
:
 
&
[
u8
])
 
->
 
bool
 
{

    
let
 
mut
 
cursor
 
=
 
0
;

    

{

	
#[allow(unused_assignments)]

	
let
 
mut
 
yych
 
:
 
u8
 
=
 
0
;

	
let
 
mut
 
yystate
 
:
 
usize
 
=
 
0
;

	
'
yyl
:
 
loop
 
{

		
match
 
yystate
 
{

			
0
 
=>
 
{

				
yych
 
=
 
unsafe
 
{
*
s
.
get_unchecked
(
cursor
)};

				
cursor
 
+=
 
1
;

				
match
 
yych
 
{

					
0x31
 
..=
 
0x39
 
=>
 
{

						
yystate
 
=
 
2
;

						
continue
 
'yyl
;

					
}

					
_
 
=>
 
{

						
yystate
 
=
 
1
;

						
continue
 
'yyl
;

					
}

				
}

			
}

			
1
 
=>
 
{
 
return
 
false
;
 
}

			
2
 
=>
 
{

				
yych
 
=
 
unsafe
 
{
*
s
.
get_unchecked
(
cursor
)};

				
match
 
yych
 
{

					
0x30
 
..=
 
0x39
 
=>
 
{

						
cursor
 
+=
 
1
;

						
yystate
 
=
 
2
;

						
continue
 
'yyl
;

					
}

					
_
 
=>
 
{

						
yystate
 
=
 
3
;

						
continue
 
'yyl
;

					
}

				
}

			
}

			
3
 
=>
 
{
 
return
 
true
;
 
}

			
_
 
=>
 
{

				
panic!
(
"internal lexer error"
)

			
}

		
}

	
}

}

}

fn
 
main
()
 
{

    
assert!
(
lex
(
b"1234
\0
"
));

}

```

## Программные проекты, использующие re2c
- PHP — популярный язык сценариев общего назначения[5];
- Ninja — система сборки, ориентированная на скорость[4];
- SpamAssassin — программа для фильтрации спама электронной почты[21];
- BRL-CAD — программа 3D-моделирования (САПР)[22];
- STEPCode — имплементация стандарта ISO 10303[23];
- Yasm — модульный ассемблер, полная переработка NASM[24];
- Wake — инструмент для сборки от SiFive[25].